# Arkel (stripreeks)
Arkel is een Belgische stripreeks met Stephen Desberg als schrijver en Marc Hardy als tekenaar.

## Publicatiegeschiedenis
De reeks werd van 1983 tot 1986 voorgepubliceerd in het stripblad Spirou/Robbedoes. Er verschenen in die periode vier lange en drie korte verhalen. Hardy kreeg het dan te druk met een andere stripreeks, G. Raf Zerk, waardoor Arkel voorlopig werd stopgezet. In 2008 maakte de reeks een comeback als Ange & diablesses. Het laatste verhaal Estel verscheen opnieuw in het weekblad en kreeg in 2009 nog een vervolg, De reizigers van de keerzijde. De reeks werd in het Frans uitgegeven door Dupuis en Palombia, maar niet alle verhalen kregen een album. Arcadia gaf later alle verhalen in het Nederlands uit.

## Albums
Alle albums zijn geschreven door Stephen Desberg, getekend door Marc Hardy en uitgegeven door Arcadia.
1. Gordh
2. De 7 opperduivels
3. Lilith
4. Estel
5. De reizigers van de keerzijde